# Pigeon Lake, Alberta
Pigeon Lake är en sjö i Kanada.   Den ligger i provinsen Alberta, i den centrala delen av landet, 2 900 km väster om huvudstaden Ottawa. Pigeon Lake ligger 845 meter över havet. Arean är 97 kvadratkilometer. Den sträcker sig 13,1 kilometer i nord-sydlig riktning, och 14,9 kilometer i öst-västlig riktning.
Omgivningarna runt Pigeon Lake är en mosaik av jordbruksmark och naturlig växtlighet. Runt Pigeon Lake är det mycket glesbefolkat, med 3 invånare per kvadratkilometer.